# Kabinett Goblet

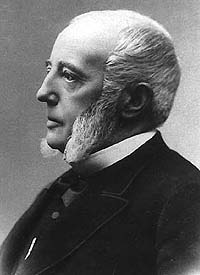
René Goblet war von Dezember 1886 bis Mai 1887 Premierminister Frankreichs

Das Kabinett Goblet war eine Regierung der Dritten Französischen Republik. Es wurde am 11. Dezember 1886 von Premierminister (Président du Conseil) René Goblet gebildet und löste das Kabinett Freycinet III ab. Es blieb bis zum 30. Mai 1887 im Amt und wurde daraufhin vom Kabinett Rouvier I abgelöst.
Dem Kabinett gehörten Vertreter der Union des gauches (UG), der Union républicaine (UR), der Gauche radicale (GRad) und des Centre Gauche (CG) an.

## Kabinett
Dem Kabinett gehörten folgende Minister an:
| Amt                                                    | Name               | Gruppe | Beginn der Amtszeit | Ende der Amtszeit |
| ------------------------------------------------------ | ------------------ | ------ | ------------------- | ----------------- |
| Premierminister                                        | René Goblet        | UG     | 11. Dezember 1886   | 30. Mai 1887      |
| Innenminister und Religionsminister                    | René Goblet        | UG     | 11. Dezember 1886   | 30. Mai 1887      |
| Außenminister                                          | Émile Flourens     |        | 11. Dezember 1886   | 30. Mai 1887      |
| Siegelbewahrer und Justizminister                      | Ferdinand Sarrien  | UG     | 11. Dezember 1886   | 30. Mai 1887      |
| Kriegsminister                                         | Georges Boulanger  |        | 11. Dezember 1886   | 30. Mai 1887      |
| Finanzminister                                         | Albert Dauphin     | CG     | 11. Dezember 1886   | 30. Mai 1887      |
| Minister für Marine und Kolonien                       | Théophile Aube     |        | 11. Dezember 1886   | 30. Mai 1887      |
| Minister für öffentlichen Unterricht und schöne Künste | Marcelin Berthelot |        | 11. Dezember 1886   | 30. Mai 1887      |
| Landwirtschaftsminister                                | Jules Develle      | UR     | 11. Dezember 1886   | 30. Mai 1887      |
| Minister für Handel und Industrie                      | Édouard Lockroy    | GRad   | 11. Dezember 1886   | 30. Mai 1887      |
| Minister für öffentliche Arbeiten                      | Édouard Millaud    | UG     | 11. Dezember 1886   | 30. Mai 1887      |
| Minister für Post und Telegrafie                       | Félix Granet       | GRad   | 11. Dezember 1886   | 30. Mai 1887      |

## Historische Einordnung
Die Amtszeit René Goblets war von der Schnäbele-Affäre geprägt. Die Festnahme des französischen Beamten Guillaume Schnaebele (frz. Schnæbelé) wegen Spionageverdachts löste in der französischen Presse starke antideutsche Reaktionen aus. Kriegsminister Boulanger forderte (unterstützt von Goblet), Frankreich solle dem Deutschen Reich ein Ultimatum stellen. Werde dies nicht erfüllt, solle Frankreich den Krieg erklären. Präsident Grévy verhinderte dieses Vorgehen. Diese Meinungsverschiedenheit führte zum Sturz der Regierung Goblet.
Kriegsminister Boulanger veranlasste am 18. Dezember 1886 die Einführung des Carnet B, eines Registers, in dem verdächtige Ausländer erfasst wurden. Das Loi Goblet (Goblet-Gesetz) vom 18. Januar 1887 setzte die Bildungsreform Jules Ferrys fort, indem es den Unterricht an öffentlichen Schulen ausschließlich säkularem Personal übertrug. Es ersetzte die religiösen Lehrer der unterrichtenden Kongregationen. Der Staat griff ab nun stärker in die Organisation des Grundschulunterrichts ein, indem er die Lehrer verbeamtete. Am 28. Januar 1887 wurde in Paris mit dem Bau des Eiffelturms begonnen. Mit dem Vertrag von Bissandougou vom 25. März 1887 und dem Vertrag von Kayes vom 12. Mai 1887 weitete Frankreich seinen Kolonialbesitz in Afrika aus. Am 30. März 1887 wurde der Schutz nationaler Kulturgüter (Monuments historiques) gesetzlich geregelt.